# Christuskopf (Hans Seyfer)

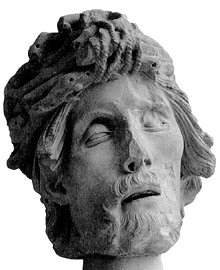
Christuskopf von Hans Seyfer (1505)

Der Christuskopf ist der Rest eines großen Kruzifixes, das Hans Seyfer um 1505 vor dem Sülmertor in Heilbronn errichtete. Wie lange das Kruzifix in seiner ursprünglichen Form bestand, ist nicht bekannt. Der Christuskopf wurde 1905 bei Bauarbeiten in der Klostergasse 4 in Heilbronn wiederaufgefunden und war später Teil der Dauerausstellung im Deutschhofmuseum.

## Geschichte
Der ehemals pfälzische Keller Albrecht Burger, genannt Dinkelsbühl, erteilte Hans Seyfer am 30. März 1505 den Auftrag, „zu sanct Barbara vor dem Sulmer thore an unser frauen weg“ ein großes steinernes Kruzifix zu schaffen, „ongefarlich dreyzehen oder vierzehen schüch hoch“ (ca. 360–390 cm), „der hergott ob denn funff werckschuche lang sein“ (ca. 140 cm). Des Weiteren verfügte er: „das creutz [soll] auff aynem staynin fels gesetzt werden.“
Die Barbarakapelle befand sich unmittelbar vor dem Sülmer Tor, von wo der Neckarsulmer Weg nach Norden in Richtung Neckarsulm und der Weinsberger Weg (Frauenweg) nach Osten in Richtung Weinsberg abgingen. Das Kreuz wurde wohl einer alten Tradition folgend direkt an der Weggabelung errichtet.
Das Kreuz beim Sülmertor wird 1540 nochmals urkundlich erwähnt, danach ist es nicht mehr mit Sicherheit nachweisbar.
An der Stelle der Barbarakapelle wurde 1758 das Zucht-, Arbeits- und Waisenhaus (das spätere Bläß’sche Palais) erbaut, in dessen südwestlicher Gartenecke der leere Sockel des Kruzifixes noch bis zur Überbauung des kriegszerstörten Geländes 1955 nachweisbar ist. Der knapp lebensgroße und aus gelblichem Heilbronner Sandstein gefertigte Kopf wurde hingegen 1905 bei Umbauarbeiten am Haus Klostergasse 4 gefunden, vermutlich in der Bodendecke des Hofes. Er kam dann in die Sammlung des Historischen Museums. Paul Ferdinand Schmidt und Moriz von Rauch ordneten ihn 1909 in das Werk Hans Seyfers ein.
Die ältere Forschung ging davon aus, dass der Heilbronner Maurer und Werkmeister Georg Andreas Cluss (1750–1822) das Kruzifix im Jahr 1804 abgebrochen habe und danach der Sockel in den Garten des Bläß’schen Palais gelangt sei, während der Kopf als Füllmaterial für das Cluss’sche Haus in der Heilbronner Klostergasse 4 verwendet worden sei. Peter Wanner vermutet allerdings eine Zerstörung des Kruzifixes vor 1658, möglicherweise im Zuge des Dreißigjährigen Kriegs, da es in den Stadtansichten und -beschreibungen ab 1658 nicht erscheint. Bereits zu diesem Zeitpunkt sei der Kopf im Haus Klostergasse 4 verbaut worden.

## Rezeption
Zeitlich ordnet sich der urkundlich auf 1505 datierte Kopf in Seyfers Werk zwischen die 1501 datierte Kreuzigungsgruppe vor dem Chor der Stuttgarter Leonhardskirche und die Ölberggruppen im Kreuzgang des Speyrer Doms (begonnen 1506) und am Chor der Lauffener Regiswindiskirche (1507) ein. Nach Andreas Pfeiffer „erfuhr das eindrucksvolle Christushaupt [in künstlerischer Hinsicht] stets eine hohe Wertschätzung“ Rudolf Schnellbach ordnet es als „eine der besten Leistungen spätgotischer Steinplastik“ ein. Theodor Müller bezeichnet die Plastik als „eines der großartigsten Dokumente für die Wucht des Plastischen in der Dürerzeit“.